# Ignacy I
Ignacy I, cs. Swiatitiel Ignatij, patriarch Konstantinopolskij, gr. Ιγνάτιος (ur. ok. 798, zm. 877) – patriarcha Konstantynopola od 4 lipca 847 do 23 października 858 i ponownie od 23 listopada 867 do śmierci, święty Kościoła katolickiego i prawosławnego.

## Życiorys
Ignacy urodził się pod imieniem Niketas. Był synem cesarza Michała I Rangabe oraz cesarzowej Prokopii. Jego dziadkiem, od strony matki, był cesarz Nicefor I Genik.

## Wspomnienie
Wspomnienie liturgiczne św. Ignacego w Kościele katolickim obchodzone jest 23 października.
Kościół prawosławny, z uwagi na liturgię według kalendarza juliańskiego, wspomina św. Ignacego 23 października/5 listopada, tj. 5 listopada według kalendarza gregoriańskiego.